# Hayabusa
Hayabusa (はやぶさ?  însemnând șoim călător) a fost prima sondă spațială fără pilotaj uman la bord care a reușit să călătorească spre un alt corp ceresc decât Luna, să aterizeze și să se întoarcă pe Pământ.
Misiunea a avut loc în regia agenției japoneze de explorare a cosmosului JAXA, iar asteroidul vizitat a fost 25143 Itokawa (1998 SF36). Asteroidul, despre care se crede că s-a format acum 4,6 miliarde de ani, se află la o distanță de cca. 290-300 milioane de km de Pământ, are o lungime de cca. 540 m, iar forma este oarecum similară cu cea a unui cartof.
Sonda spațială Hayabusa, cunoscută în trecut sub numele de MUSES-C a fost lansată în data de 9 mai 2003 și a ajuns în preajma asteroidului la mijlocul lunii septembrie 2005. Acolo, Hayabusa a studiat forma, spinul, topografia, culoarea, compoziția, densitatea și istoria asteroidului. Primele observații au fost făcute de la o altitudine de cca. 20 km, dar în noiembrie 2005 Hayabusa a aterizat pe asteroid și a încercat să culeagă probe. Nu este clar dacă eșantionarea a funcționat cum era așteptat, dar sunt șanse mari ca cel puțin ceva praf să fi fost prelevat în capsula de eșantionare. Planul a fost să se tragă cu o bilă de metal în suprafața asteroidului pentru a crea un nor de praf care să fie captat, dar din cauza unei erori a unui program de computer trimis de pe Pământ, vehiculul nu a efectuat această manevră.
Și alte misiuni spațiale, de exemplu Galileo sau NEAR Shoemaker, au vizitat asteroizi, dar numai Hayabusa a reușit să aterizeze pe un asteroid și se revină pe Pământ. Hayabusa a aterizat de două ori pe asteroid, o dată rămânând cca. 30 de minute.

## Probleme în timpul misiunii
La scurt timp după lansare, o furtună solară a distrus majoritatea panourilor solare, la 31 iulie 2005 rotila volantă pentru controlul axei X nu a mai funcționat, la 5 octombrie 2005 rotila volantă pentru controlul axei Y nu a mai funcționat nici ea.
După decolarea de pe asteroid s-au pierdut comunicațiile cu sonda. Ca remediu, comenzile de la centrul de comandă din Japonia s-au dat în unități mici de câte 20 de secunde.
Toate cele 12 motoare chimice de propulsie s-au defectat din cauza unei scurgeri de combustibil, ceea ce a îngreunat controlul poziționării. Ca remediu, au fost folosite motoarele ionice de xenon, și chiar și presiunea exercitată de razele solare (mai puțin de 1 miligram/m²) a fost folosită. Dar 3 din cele patru motoare ionice s-au defectat destul de repede și ele, iar când și al partulea s-a defectat, inginerii de la sol au experimentat conectând părți care mai funcționau la două motoare diferite folosind o diodă de rezervă pe care o instalaseră pentru conectarea a două motoare ale sistemului de control, sistem ce nu fusese încercat înainte de lansare de frică să nu creeze o sarcină electrică la bord.

## Întoarcerea pe Pământ
După o călătorie de ca. 6 miliarde de km (cam de 40 de ori distanța între Pământ și Soare), Hayabusa a reintrat în atmosfera Pământului pe data de 14 iunie 2010. La altitudinea de 74.000 km deasupra Indiei, Hayabusa i-a dat drumul capsulei de eșantionare, care are un diametru de ca. 40 cm și o greutate de 17 kg. Conform planului, la o altitudine de ca. 10.000m această capsulă s-a debarasat de materialele izolatoare care rezistă la temperaturi de până la 3000 °C, și a deschis o parașută cu care a aterizat în deșertul australian. Sonda-mamă a ars în atmosferă, tot conform planului.

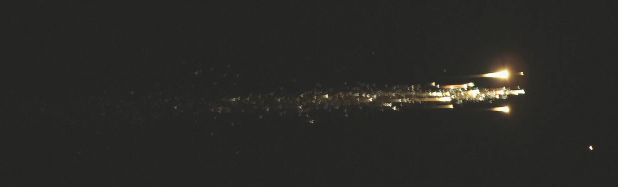
Capsula de eșantionare se vede în fața și mai jos de vehiculul-părinte Hayabusa.

Pe data de 16 noiembrie 2010 JAXA a anunțat că după analizarea eșantioanelor dintr-unul din cele două compartimente ale capsulei, a ajuns la concluzia că majoritatea sunt de origine extraterestră, și în mod sigur de pe asteroidul Itokawa. Analizele făcute cu un așa-numit scanning electrone microscope au arătat că compoziția particulelor- a căror mărime este în mare majoritate mai mică de 10 micrometri- este mai apropiată de cea a meteoriților primitivi decât rocile cunoscute pe Pământ. În eșantioane s-au găsit concentrații de olivină și piroxeni.

## Film
JAXA a făcut un film documentar de 43 de minute, numit în engleză „Hayabusa Back to the Earth”, despre misiunea Hayabusa.